# لارش سیگرود بیورکستروم
لارش سیگرود بیورکستروم (سوئدی: Lars Sigurd Björkström؛ زادهٔ ۱۹ نوامبر ۱۹۴۳) قایقران سوئدی‌تبار اهل برزیل بود.